# Курте
Курте (фр. Courteix) насеље је и општина у централној Француској у региону Лимузен, у департману Корез која припада префектури Исел.
По подацима из 2011. године у општини је живело 62 становника, а густина насељености је износила 6,14 становника/km². Општина се простире на површини од 10,09 km². Налази се на средњој надморској висини од 760 метара (максималној 846 m, а минималној 700 m).

## Демографија
| 1962. | 1968. | 1975. | 1982. | 1990. | 1999. | 2011. |
| ----- | ----- | ----- | ----- | ----- | ----- | ----- |
| 56    | 79    | 74    | 68    | 59    | 55    | 62    |

График промене броја становника у току последњих година